# Химик (футбольный клуб, Сланцы)
«Химик» — советский и российский футбольный клуб из Сланцев Ленинградской области. В 1968—1969 годах играл в 8 зоне РСФСР класса «Б» первенства СССР. В 1968 году занял 4-е место, в 1969 — 9-е.
В данный момент команда выступает в Первенстве Сланцевского района по футболу и мини-футболу, а также в Чемпионате Кингисеппского района по мини-футболу.

## Названия
- 1968—1992 — «Химик»;
- 1996—1998 — «Химик-Пограничник»;
- с 2004 — «Химик».

## Достижения
- Класс «Б»:
  - 1968: 4-е место в 8-й зоне РСФСР

- Чемпионат Ленинградской области:
  - Чемпион: 1970
  - Второй призёр: 1972, 1975
  - Третий призёр: 1974

- Кубок Ленинградской области:
  - Обладатель: 1960, 1962, 1963, 1964, 1971, 1973